# Paleophaedon
Paleophaedon je izumrli rod hrizomelinskog lisnjaka opisan iz kasnoeocenskog jantara Rovno u Ukrajini. Ime su mu dali Konstantin Nadein i Evgeny Perkovski 2010. godine, a tipska vrsta je Paleophaedon minutus.